# Кийли (волость)
Ки́йли (эст. Kiili vald) — волость на севере Эстонии в уезде Харьюмаа. 

## География
Расположена южнее эстонской столицы — города Таллина. Административный центр — посёлок Кийли. 
Площадь волости — 100,88 км², плотность населения в 2021 году составила 58,4 чел./км².

## Населённые пункты
В составе волости 1 посёлок и 15 деревень: посёлок Кийли и деревни Аруста, Ваэла, Кангру, Куревере, Луйге, Ляхтсе, Метсанурга, Мыйзакюла, Набала, Паэкна, Пийссоо, Саусти, Соокаэра, Сыгула, Сымеру.

## Статистика
Данные Департамента статистики о волости Кийли:
Число жителей на 1 января каждого года:
| Год  | 2016 | 2017   | 2018   | 2019   | 2020   | 2021   | 2022   |
| ---- | ---- | ------ | ------ | ------ | ------ | ------ | ------ |
| Чел. | 4945 | ↗ 5065 | ↗ 5252 | ↗ 5403 | ↗ 5657 | ↗ 5891 | ↗ 6165 |

Число рождений:
| Год           | 2016 | 2017 | 2018 | 2019 | 2020 |
| ------------- | ---- | ---- | ---- | ---- | ---- |
| Живорождённых | 63   | ↗ 88 | ↘ 78 | ↗ 89 | ↘ 73 |

Число смертей:
| Год     | 2016 | 2017 | 2018 | 2019 |
| ------- | ---- | ---- | ---- | ---- |
| Умерших | 26   | ↗ 33 | ↘ 19 | ↗ 24 |

Зарегистрированные безработные:
| Год     | 2016 | 2017 | 2018 | 2019 | 2021 (август) |
| ------- | ---- | ---- | ---- | ---- | ------------- |
| Человек | 62   | ↘ 61 | ↗ 82 | ↗ 87 | ↗ 151         |

Средняя брутто-зарплата работника:
| Год  | 2016    | 2017      | 2018      | 2019      | 2020      |
| ---- | ------- | --------- | --------- | --------- | --------- |
| Евро | 1408,82 | ↗ 1500,19 | ↗ 1602,76 | ↗ 1711,96 | ↗ 2379,00 |

В 2019 году волость Кийли занимала 3 место по величине средней брутто-зарплаты среди 79 муниципалитетов Эстонии.
Число учеников в школах:
| Год  | 2016 | 2017  | 2018  | 2019  |
| ---- | ---- | ----- | ----- | ----- |
| Чел. | 747  | ↘ 794 | ↗ 826 | ↘ 874 |